# Whachu Know
Whachu Know è un singolo della rapper statunitense Bhad Bhabie, pubblicato il 21 settembre 2017..

## Tracce
1. Whachu Know – 1:50